# Maxime en Sophie
Maxime en Sophie is een Nederlands YouTubekanaal van de influencers Maxime van Heteren en Sophie Langeveld.

## Geschiedenis
Maxime en Sophie raakten al op jonge leeftijd bevriend. Ze groeiden op in Hardinxveld-Giessendam waar ze naar dezelfde basisschool gingen. In juni 2020, wanneer de meiden beiden een grafische vervolgstudie volgden, begonnen ze met het posten van sketches op het socialmediaplatform TikTok. Wat begon als een grap groeide al snel uit tot een account met 50.000 volgers. Tijdens de coronapandemie verviervoudigde het aantal volgers naar een miljoen. In juni 2020 begonnen de meiden onder de naam Maxime en Sophie een YouTube-kanaal. In hun video's maakten Maxime & Sophie sketches van alledaagse zaken waarin zij ieder een of meerdere typetje(s) spelen.
In 2024 brachten Maxime & Sophie het boek De Grootste Challenge Ooit uit. Datzelfde najaar waren ze samen in de rol van presentatrices te zien in de bioscoopfilm De Grote Sinterklaasfilm: Stampij in de bakkerij.

### Bestseller 60
| Boeken met noteringen in de Nederlandse Bestseller 60 | Jaar van verschijnen | Datum van binnenkomst | Hoogste positie | Aantal weken | Opmerkingen |
| ----------------------------------------------------- | -------------------- | --------------------- | --------------- | ------------ | ----------- |
| De grootste challenge ooit                            | 2024                 | 26-06-2024            | 21              | 22           |             |
| De verboden game                                      | 2025                 | 02-07-2025            | 3               | 8*           |             |

## Prijzen
| Jaar | Prijs                           | Categorie                                 | Resultaat |
| ---- | ------------------------------- | ----------------------------------------- | --------- |
| 2023 | YouTube Shorts Kanaal Awards    | Beste bekeken shorts-kanaal van Nederland | Gewonnen  |
| 2024 | Nickelodeon Kids' Choice Awards | Favoriete ster Nederland                  | Gewonnen  |